# Déclaration de vérités fondamentales des Assemblées de Dieu
La Déclaration de vérités fondamentales des Assemblées de Dieu (anglais : Assemblies of God Statement of Fundamental Truths) est une confession de foi pentecôtiste publiée par les Assemblées de Dieu aux États-Unis en 1916. 

## Histoire
En 1916, les Assemblées de Dieu des États-Unis, établies depuis 1914, tiennent leur troisième convention. Durant cette rencontre, la Déclaration de vérités fondamentales des Assemblées de Dieu est officiellement publiée et adoptée .  

## Doctrines
Cette confession de foi contient 16 articles,. Elle reprend la doctrine de l’Église de professants et du baptême du croyant ,, ,.  Ses particularités sont des articles sur le baptême du Saint-Esprit, les dons spirituels et la guérison miraculeuse.